# Émile Erbeau
Émile Erbeau est un architecte français. Il est dans les années 1930 l’auteur des plans de villas balnéaires de La Baule après avoir travaillé avec Maurice Marchand en Meurthe-et-Moselle.

## Biographie

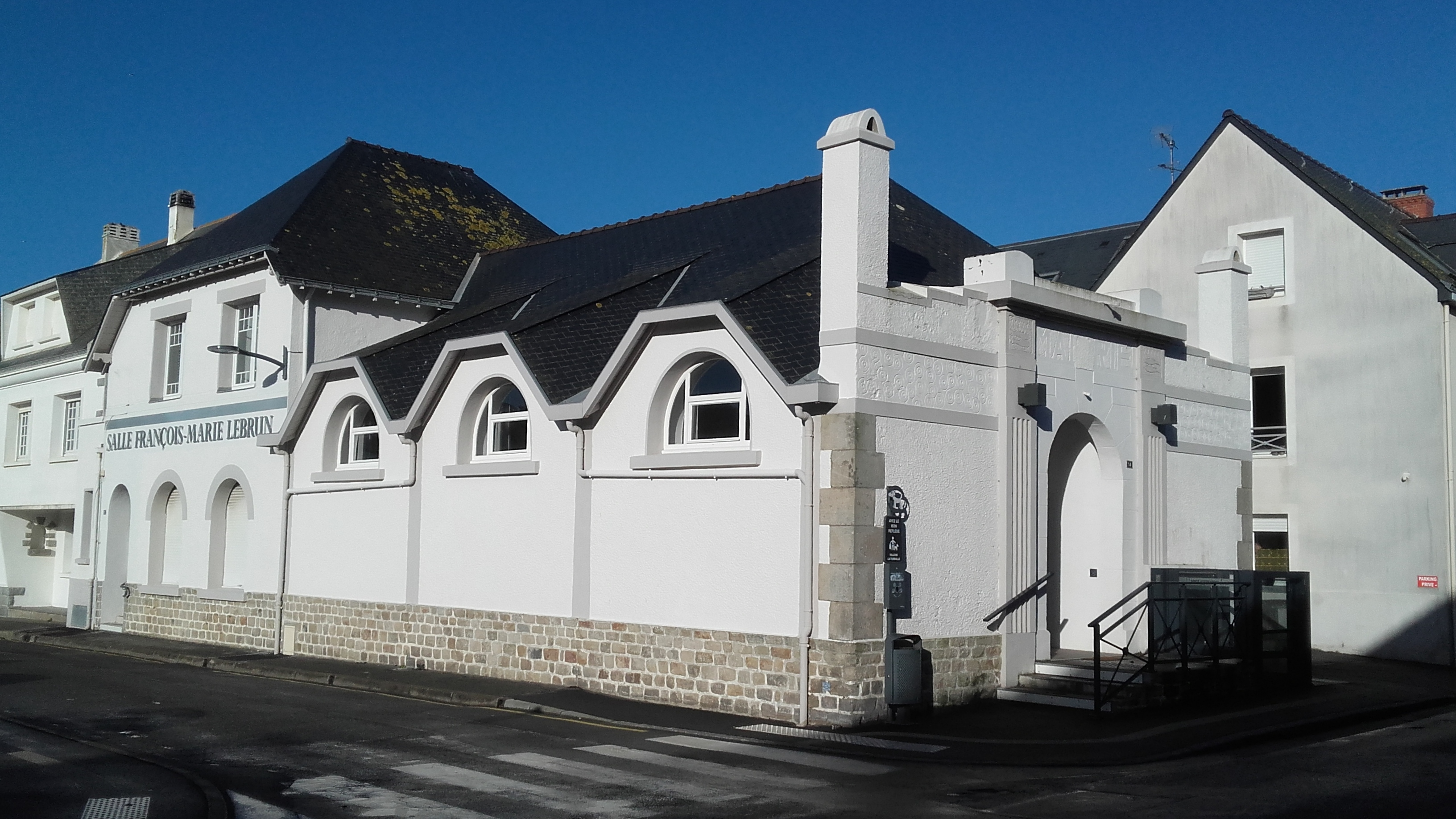
Salle François-Marie Lebrun, ancienne mairie de La Turballe

Émile Erbeau travaille avec Maurice Marchand (1880-1942) sur des projets à Lunéville et Vaucourt.
Il s'installe à Pornichet dans la villa Clos du Buisson.
Il est l'auteur de l'ancienne mairie de La Turballe devenue la salle des fêtes dite François-Marie Lebrun.
Il est également l'auteur de la villa balnéaire bauloise Cinderella vers 1930.
Il reçoit l'agrément des architectes de la Reconstruction.